# 中岡正彦
中岡 正彦（なかおか まさひこ、1977年10月18日 - ）は、愛媛県出身の競艇選手。登録番号3849。身長166cm。血液型O型。78期。同期に平尾崇典、村田修次、秋山広一、佐々木和伸らがいる。香川支部所属。

## 来歴
- 1996年5月デビュー。
- 1999年4月15日、戸田競艇場での「第１６回　内外タイムス杯競走」で初優勝。
- 2002年3月16日、平和島競艇場での総理大臣杯でSG初出場。優出を果たす（5着）。
- 2020年2月13日、丸亀競艇場での四国地区選手権競走でG1初優勝。